# Kwintet voor piano en strijkinstrumenten
Het kwintet voor piano en strijkinstrumenten (Noors: Kvintet for piano og strygeinstrumenter) is een compositie van Anders Heyerdahl. Het was een van de pogingen van deze Noorse componist om voet aan wal te krijgen binnen de klassieke muziek in Noorwegen. Ook met dit werk lukte dat niet helemaal. Op 6 februari 1883 vond een eerste uitvoering plaats van dit werk. Dat vond plaats in de privé-sociëteit Kvartetforeningen door Ursin en het Kunstnerskvartetten:
- Martin Ursin – piano met
- Gudbrand Bøhn – 1e viool
- Ernst Solberg – 2e viool
- Hans Marcus Zapffe – altviool en
- Johan Edvard Hennem – cello

Het werk heeft vier delen:
1. Allegretto quisto moderato
2. Andante sostenuto
3. Scherzo (allegro)
4. Finale (allegro vivace)

Er zijn aanwijzigen dat het werk ook nog in 1910 is uitgevoerd binnen die vereniging, maar daarna verdween het uit beeld. Er verscheen bij Breitkopf & Härtel wel een gedrukt exemplaar.